# Североморск-3 (аэродром)
Северомо́рск-3 — военный аэродром в Мурманской области, расположенный в 28 км восточнее Мурманска, в посёлке городского типа с одноимённым названием.

## История
Изначально небольшой аэродром Ваенга-3 располагался в поселке Чалмпушка (Челнопушка) — сейчас является районом Росляково города Мурманск. После окончания Великой Отечественной войны он был закрыт. Когда встал вопрос подготовки площадок для базирования стратегических ракетоносцев, для вновь открываемого аэродрома Ваенга-3 было выбрано новое место, на котором ранее располагался запасной полевой аэродром. 
В 1951 году будущий аэродром был переименован в Североморск-3. 
С 14 марта 1952 года на аэродроме базировался 987 морской ракетоносный авиационный полк (расформирован в конце 1993 года) — этот день так же считается днём создания аэродрома и прилегающего к нему посёлка. На вооружении полка стояли самолеты Ту-16, в основном модификации Ту-16К10-26Б.
С 1976 года на аэродроме также дислоцировался 279-отдельный корабельный штурмовой авиационный полк.
В 1992 году на вооружении 279-отдельного корабельного истребительного авиационного полка находились: 41 Су-25, в том числе 4 Су-25УБ и 5 Су-25УТГ, а также 27 Як-38 и 1 Як-38У.
В период с 31 декабря 1991 года по май 1998 года на аэродроме базировалась 57-смешанная корабельная авиационная Смоленская Краснознамённая дивизия, в состав которой с 31 декабря 1991 года вошел 279-отдельный корабельный штурмовой авиационный полк. В мае 1998 года дивизия расформирована и полк вошёл в прямое подчинение командованию Северного флота.
В 2015 году был воссоздан 100-й корабельный истребительный авиационный полк, получивший на вооружение: 24 самолёта МИГ-29К/КУБ;
В 2016 году полк был перебазирован на аэродром Североморск-3.

## Происшествия
- 25 сентября 1962 г. произошла авария Ту-16Т 987 МРАП (морской ракетоносный авиационный полк), пилотируемого командиром полковником Калиниченко Д.А., из-за нарушения центровки корпуса. На взлёте самолёт потерял управление и с сильным креном упал. На месте катастрофы стоит небольшой памятник[4].
- 30 ноября 1962 г. произошла авария на взлёте Ту-16, пилотируемого капитаном В. С. Гончаровым. Погибли В. С. Гончаров, В. В. Нечаев, А. М. Бесшапошников, Ю. Л. Шулипа. Два человека остались живы - смогли спастись в короткий промежуток времени, пока происходила деформация киля опрокинувшегося самолёта.
- 9 января 1963 г. произошла авария Ту-16, пилотируемого командиром авиационной эскадрильи, военным лётчиком 1-го класса подполковником Сабенином, из-за столкновения с ПРЛ-5. Погибли 2 военнослужащих из расчёта ПРЛ-5.
- 6 октября 1967 г. произошла авария Ту-16, пилотируемого военным лётчиком 2-го класса капитаном Чаманским Б. И., членами экипажа: штурманом корабля — капитаном Пересичанским Л. М., ПКК — старшим лейтенантом Ивановым Е. М., вторым штурманом корабля — лейтенантом Резниковым Н.М. (по другим данным старшим лейтенантом Руниковым Н. М.), мл. сержантом Сороколётовым, КСФ, НСМУ. При заходе на посадку была не соблюдена высота, самолёт сбил столбы огней подхода и антенну БПРМ. Командир корабля принял решение об уходе на второй круг, но в результате разрушения закрылков, с управлением не справился. Самолёт столкнулся с землёй, разрушился и сгорел. Экипаж, кроме одного КОУ, погиб.
- 6 сентября 1976 г. произошла авария самолёта Ту-16, пилотируемого капитаном Рыбиным Ю. М. Из-за дезорганизации руководства полётами в этот вылет часть самолётов полка заходила на посадку при почти полностью выработанном топливе, Рыбин не дотянул до ВПП около 3 км, приземлился с пустыми баками «на брюхо» на болото. Экипаж не пострадал. Самолёт за полгода восстановили, перегнали на капремонт на завод, где машина впоследствии была утилизирована.
- 13 мая 1976 г. произошла авария самолёта Ту-16К, пилотируемого капитаном Каменевым В. М. На посадке самолёт приземлился до ВПП и разрушился. Пострадавших нет.[5]
- 6 июня 1977 г. произошла авария самолёта Як-38, пилотируемого лейтенантом В. В. Калинина, на взлёте. Самолёт столкнулся с землёй и получил повреждения. Пострадавших нет.
- 17 октября 1978 г. днём в ПМУ произошла катастрофа самолёта МиГ-21УМ, пилотируемого командиром полка подполковником Виктором Николаевичем Ратненко и ст. лейтенантом Сергеем Ивановичем Бивзюком при выполнении полёта в составе пары из-за открытия фонаря передней кабины. При заходе на посадку на Североморск-3 через 2 мин. 40 сек. после взлёта лётчики допустили потерю скорости и срыв самолёта в штопор. При удалении на 2,5 км от торца ВПП (почти на месте посадки «на брюхо» на болото Ту-16 капитана Рыбина в 1976 г.) самолёт столкнулся с землёй и разрушился. Экипаж погиб.
- 18 мая 1979 г. днём в ПМУ произошла катастрофа Як-38, пилотируемого заместителем командира АЭ по политической части ст. лейтенантом Ляонасом Константиновичем Гусенковым, при заходе на посадку из-за нарушения управляемости. Самолёт опрокинулся. Лётчик погиб.
- 25 июня 1981 г. произошла катастрофа Як-38, пилотируемого ст. лейтенантом Николаем Ивановичем Солодовниковым, при выполнении сложного пилотажа на малой высоте в районе аэропорта Североморск-3 из-за ошибки лётчика в технике пилотирования. Лётчик до последнего пытался вывести самолёт из снижения и средствами спасения не воспользовался.
- 6 июля 1981 г. произошла авария Як-38, пилотируемого ст. лейтенантом М. П. Евграфовым из-за технической неполадки в системе управления двигателями при взлёте. Самолёт столкнулся с землёй и получил повреждения. Лётчик благополучно катапультировался.
- 10 февраля 1986 г. ночью произошло столкновение с землёй самолёта МиГ-21ПФМ, пилотируемого начальником ПД и АСС полка майором Владимиром Кирилловичем Щиголем, после выполнения полёта в зону на простой пилотаж и при заходе на посадку в СМУ из-за ошибки лётчика в технике пилотирования. Самолёт разрушился. Пилот погиб.
- 28 июля 1986 г. днём в ПМУ произошла катастрофа Як-38, пилотируемого начальником штаба АЭ майором Олегом Николаевичем Плющевым, при заходе на посадку из-за нарушения балансировки самолёта вследствие отказа системы управления двигателями. Самолёт на удалении 1,5 км от ВПП упал на землю, разрушился и сгорел. Пилот погиб.
- 27 ноября 1992 г. ночью в ПМУ потерпел катастрофу Су-25УБ, пилотируемого экипажем ст. штурмана полка лётчика подполковника Валерия Викторовича Демьяненко и ст. инспектора-лётчика ОБП ВВС СФ полковника Александра Николаевича Кондратьева, при выполнении полёта в зону пилотажа на малых высотах из-за ошибки лётчика в технике пилотирования, выполняя пикирование. Самолёт столкнулся с землёй. Экипаж погиб.
- 21 января 1995 г. произошла авария самолёта Су-27УБ, пилотируемого экипажем подполковника Г. В. Рыжова и подполковника И. С. Кожина, из-за отказа системы подачи топлива. Экипаж успешно катапультировался.
- 17 июня 1996 г. днём в СМУ произошла катастрофа Су-27К, пилотируемого заместителем командира эскадрильи подполковником Виталием Александровичем Кузьменко, при заходе на посадку из-за потери пространственной ориентировки . Самолёт столкнулся с землёй на месте катастрофы Ту-16 майора Корепанова 29 декабря 1974 г. Пилот погиб.
- 11 мая 2000 г. произошла авария истребителя Су-33, пилотируемого полковником Павлом Кретовым, из-за отказа бортовой системы управления. Лётчик катапультировался[6].